# Wesmaelius asiaticus
Wesmaelius asiaticus är en insektsart som beskrevs av C.-k. Yang 1980. Wesmaelius asiaticus ingår i släktet Wesmaelius och familjen florsländor. Inga underarter finns listade i Catalogue of Life.